# Cimorelli
Cimorelli es una banda pop estadounidense formada en Sacramento, California, en 2007 por Christina, Katherine, Lisa, Amy y  Lauren Cimorelli. En 2010 Michael abandonó la agrupación. Ese mismo año, Danielle "Dani" se unió tomando el lugar de su hermano mayor y solo quedaron las seis hermanas. En enero de 2020, Dani abandonó el grupo.
En su primera aparición en público, donde sólo actuaron las tres hermanas mayores, cantaron el Himno Nacional de los Estados Unidos.
Después decidieron subir canciones a páginas como YouTube; sin embargo, al notar que no recibían muchas visitas, dejaron de hacerlo durante algún tiempo. En 2009, Katherine propuso subir una versión de una canción de Miley Cyrus, Party in the U.S.A., la cual tuvo una recepción positiva. A finales de agosto de 2016 el vídeo contaba con más de 8 millones de vistas.
La banda comenzó su primera gira en julio de 2013, la cual concluyó con un concierto en el Teatro El Rey el día 6 de agosto de ese mismo año. Han hecho numerosas giras, tanto a nivel nacional (Florida, Nueva York, Seattle y California) como internacional (España, Reino Unido, Alemania, Portugal, Filipinas, Chile, Argentina y Brasil). 
La banda ha hecho varias versiones de canciones de artistas, las cuales han recibido críticas positivas, como Call Me Maybe, What Makes You Beautiful y Cups (When I'm Gone). Han colaborado con otros artistas, como MattyBRaps, The Vamps, James Maslow (del grupo Big Time Rush), Ryan Beatty, Tyler Ward y Gardiner Sisters.

## Biografía
Las hermanas nacieron en Sacramento, California y ahí vivieron hasta el nacimiento de su hermano menor, Joseph. Posteriormente se mudaron a Malibú en busca de progreso, calidad de vida y mayores oportunidades. Allí transcurrió buena parte de su carrera musical. 
En mayo de 2015 se mudaron a Nashville (Tennessee) por cuestiones de trabajo.
La familia Cimorelli consta de 13 integrantes. Dos padres y once hijos: Michael Jr, Christina, Katherine, Lisa, Amy, Alexander, Lauren, Danielle, Christian, Nick y Joey. La familia es de ascendencia italiana y se ha declarado en varias oportunidades como católica.

## Miembros
Miembros de mayor a menor, junto a otras tareas aparte del canto.
- Christina Lynne Cimorelli nacida el 12 de agosto de 1990 (34 años) – fundadora, coreógrafa, arreglos vocales, escritora de canciones, pianista, editora de vídeo (2007–presente)
- Katherine Ann Cimorelli nacida el 4 de marzo de 1992 (33 años) – bajista (2007–presente)
- Lisa Michelle Cimorelli nacida el 19 de septiembre de 1993 (31 años) – arreglos armónicos, compositora, pianista, batería, editora de vídeo (2007–presente)
- Amy Elizabeth Cimorelli nacida el 1 de julio de 1995 (29 años) – guitarrista, pianista (2007–presente)
- Lauren Christine Cimorelli nacida el 12 de agosto de 1998 (26 años) – tambor, piano (2007–presente)
- Danielle "Dani" Nicole Cimorelli nacida el 15 de junio de 2000 (24 años) – editora de vídeo, guitarrista, coreógrafa, diseñadora.  (2010–2020)

## Discografía

### EP
- Hello There EP (2008):

1. "Singing My Song"
2. "On the Radio"
3. "Delaney"
4. "Hello There"
5. "Everything Has Changed"
6. "Do You Know"

- The CimFam EP (2011):

1. "Million Bucks"
2. "Dynamite" (versión)
3. "Price Tag" (versión)
4. "What Makes You Beautiful" (versión)
5. "Skyscraper" (versión)
6. "All I Want for Christmas" (versión)

- Believe It EP (2012):

1. "Believe It"
2. "You Got Me Good"
3. "Wings" (acústico)
4. "Santa Claus Is Coming to Town" (versión)

- Made In America EP (2013):

1. "Made In America"
2. "Wings"
3. "The Way We Live"
4. "Whatcha Think About Us"

- Renegade EP (2014):

1. "I Got You"
2. "That Girl Should Be Me"
3. "Renegade"
4. "You're Worth It"

- Chrismas Magic EP (2014):

1. "Joy to the World" (a cappella)
2. "The Coventry Carol (Lullay)" (a cappella)
3. "The First Noel" (a cappella)
4. "Carol of the Bells" (a cappella)
5. "Hark! The Herald Angels Sing" (a cappella)

### Sencillos
- "Believe It".
- "Made In America".[5]
- "The Way We Live".
- "Unsaid Things".
- "Wings".
- "Everything You Have".
- "What I Do".
- "Come Over".
- "Renegade".
- "That Girl Should Be Me".
- "I Got You".
- "You're Worth It".
- "Joy To The World".
- "Hearts On Fire".
- "I'm a mess".
- "Fall back".
- "Headlights".
- "I like it".
- "Good enough".
- "Sunset and heartbreak".
- "Last Summer"

### Mixtape
- Hearts On Fire (2015):

1. "Hearts On Fire" (acústico)
2. "I'm A Mess" (acústico)
3. "Before October's Gone" (acústico)
4. "I Like It" (acústico)
5. "Move On" (acústico)
6. "Good Enough" (acústico)
7. "Unsaid Things" (acústico)
8. "A Lot Like Love" (acústico)
9. "Someone To Chase" (acústico)

### Álbum
- Up At Night (2016):

1. "Up At Night".
2. "Make It Stronger".
3. "I Like It".
4. "I Know You Know It".
5. "Hearts On Fire".
6. "I´m a Mess".
7. "Sunsets and Heartbreaks".
8. "Acid Rain" (Never Gonna Stay).
9. "Before October´s Gone".
10. "Easy To Forget Me".
11. "Fall Back".
12. "Headlights".
13. "Brave heart".
14. "Worth the Fight".

- Alive (2016):

1. "Your Name Is Forever".
2. "One More Night".
3. "Alive".
4. "Never Let Me Fall".
5. "The Love Of A Man".
6. "My God Is Here".
7. "Hope For It".
8. "Kick The Habit".
9. "Find Me".
10. "Love Song(Over Me)".

- Sad Girls Club(Lanzado el 27 de octubre de 2017)

1. "Sad Girls Club"
2. "Cars and Parking Lots"
3. "If It Isn’t You"
4. "Last Summer"
5. "Boy In a Band"
6. "Bad"
7. "ok well i guess that’s it then"
8. "Kryptonite"
9. "Blue"
10. "Galaxy"
11. "Girls Like Me"
12. "Wrong"
13. "Where It All Ended"
14. "Who Told You"
15. "Pretty Pink"

## Giras
- 2013: del 6 al 15 de agosto: Dallas (Texas) y Los Ángeles (California).
- 2013: del 10 de noviembre al 21 de diciembre: Studio City (CA) , Castle Rock (CO) , Cleveland (OH) y Sacramento (CA).
- 2014: 4 de mayo: Londres.
- 2014: del 7 al 14 de junio: Corona (NY) y Toronto (Canadá).
- 2014: 25 de octubre: Coca-Cola Music Experience en Madrid.
- 2015: del 28 de febrero al 7 de junio: European Tour en Braga y Lisboa (Portugal), Madrid y Valencia (España), Fráncfort, Colonia, Múnich y Berlín (Alemania), Zúrich (Suiza) y Londres (Reino Unido).
- 2015: Hearts on fire Tour por Estados Unidos.
- 2016: del 2 de abril al 10 de abril: South America Tour en Santiago (Chile), Buenos Aires (Argentina), São Paulo y Río de Janeiro (Brasil).
- 2016: del 18 de mayo al 25 de mayo: East Coast Tour por Vienna (Virginia), Long Island (Nueva York), Freehold (New Jersey), Boston (MA) y Philadelphia (PA).

## Premios y nominaciones
| Año  | Ceremonia               | Trabajo                     | Resultado |
| ---- | ----------------------- | --------------------------- | --------- |
| 2012 | Teen Choice Awards 2012 | Estrellas de la web         | Nominadas |
| 2013 | Radio Disney Awards     | Estrella revelación         | Nominadas |
| 2013 | Teen Choice Awards 2013 | Estrellas de la web         | Ganadoras |
| 2013 | Bravo Awards España     | Revelación                  | Ganadoras |
| 2013 | Bravo Awards Portugal   | Revelación                  | Ganadoras |
| 2013 | Premios TKM Argentina   | Grupo Revelación            | Nominadas |
| 2014 | Premios StarFm          | Grupo Revelación de Youtube | Ganadoras |
| 2014 | Teen Choice Awards 2014 | Web Star: Music             | Nominadas |
| 2015 | Teen Choice Awards 2015 | Web Star: Music             | Nominadas |
| 2015 | Teen Choice Awards 2015 | Choice Music Group: Female  | Nominadas |